# Gustavo Romeo Vincenti

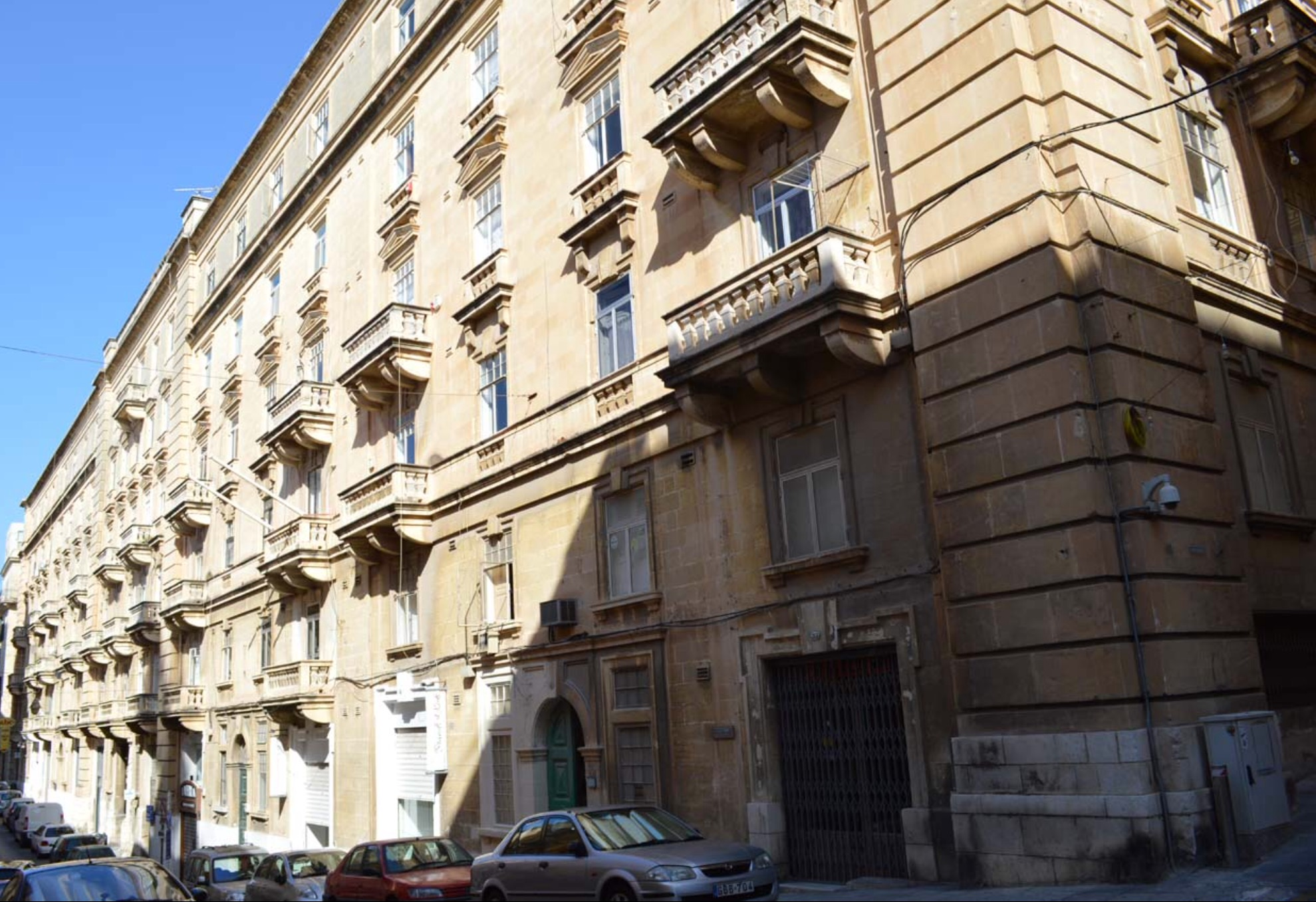
Vincenti Buildings w Valletcie, zbudowane przez Vincentiego na miejscu Forni della Signoria

Gustavo Romeo Vincenti (ur. 26 sierpnia 1888, zm. 25 kwietnia 1974) – maltański architekt i deweloper. Od młodości interesował się architekturą, w 1911, w wieku 23 lat uzyskał dyplom architekta na University of Malta. Urodzony w Valletcie, w zamożnej rodzinie, był w stanie kupować ziemię, projektować i budować budynki, które następnie sprzedawał klientom.
Jego wczesne prace były inspirowane przez art nouveau, art déco oraz eklektyzm, które to style interpretował w ekonomiczny, ale elegancki sposób. Fasady jego budynków zawierają poziome i pionowe elementy, które dają wrażenie geometryczności i sztywności budynku, zachowując jednocześnie element płynności. Jego wczesne prace obejmują tarasowe domy w Sliemie, z których wiele wciąż istnieje. Inne budynki to włoska ambasada, blok mieszkalny i niektóre domy w pobliżu ogrodów króla Jerzego V we Florianie. Jego najważniejszym projektem był Vincenti Buildings w Valletcie, duży apartamentowiec wybudowany w latach trzydziestych XX wieku,  zajmujący cały kwartał międzyuliczny w miejscu dawnego Forni della Signoria.
Niektóre z jego budynków są bardziej modernistyczne, ukazujące wpływy Le Corbusiera. Zalicza się do nich kompleks czterech budynków w Ta' Xbiex, zbudowanych w 1936, jako całość również znanych jako Vincenti Buildings, jednak każdy z nich nosi imię jednego z czterech Ewangelistów. Jego prywatna willa w St. Julian’s jest również ewidentnie modernistyczna.